# République de Krasnoïarsk
9 décembre 1905 – 27 décembre 1905
Entités précédentes :
- Empire russe

Entités suivantes :
- Empire russe

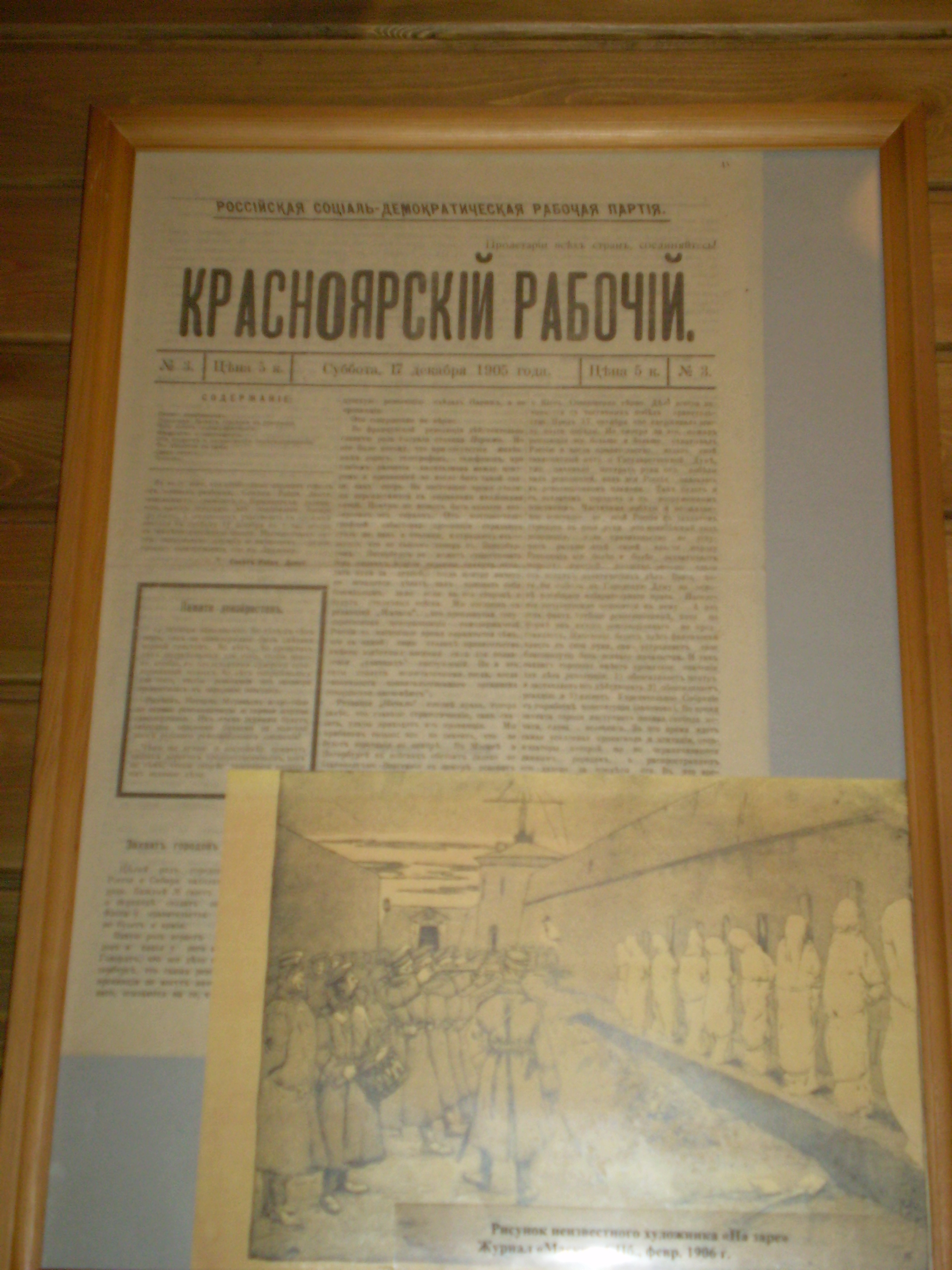
N° du 17 décembre 1905 de L'ouvrier de Krasnoyarsk - Musée littéraire de Krasnoïarsk

La République de Krasnoïarsk (russe : Красноярская республика) a été une courte république autonome, organisée par le soviet uni des députés des ouvriers et des soldats à Krasnoïarsk pendant la révolution russe de 1905. Elle a duré du 9 décembre 1905 au 27 décembre 1905.

## Histoire

### Causes et début du conflit
Pendant les grèves politiques d'octobre 1905, le 20 octobre 1905 une commission électorale des ouvriers fut mise en place à Krasnoïarsk. Une garde ouvrière fut formée, sous la direction de la commission et elle introduisit la journée de 8 heures de sa propre autorité. En outre, elle s'employa à coordonner la grève générale et conduisit les négociations avec les employeurs. Par la suite, la commission se transforma en soviet des députés des ouvriers de Krasnoïarsk. Le social-démocrate Alexandre Melnikov fut élu président du soviet. 
Le 21 octobre, le même jour que le pogrom de Tomsk, un pogrom eut également lieu dans le centre de la ville : des heurts se produisirent entre les participants à un meeting révolutionnaire à la maison locale du peuple et les manifestants ultra-réactionnaires d'une Union de la paix et de l'ordre.
Le 9 décembre, un soviet uni des députés des ouvriers et des soldats est mis en place, composé de 120 personnes, bolcheviks, mencheviks, socialistes-révolutionnaires et sans parti. 

### Soulèvement et répression

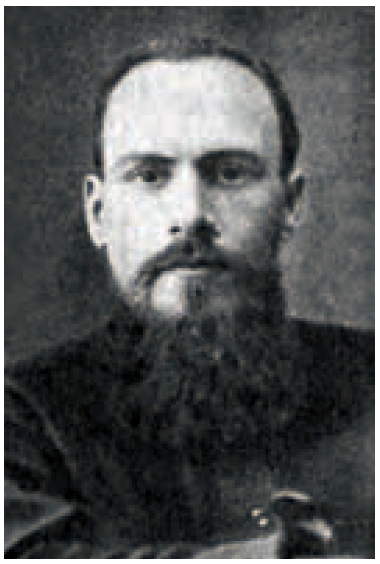
Andreï Illiarionovitch Kouzmine (1880-1920)

Les autorités s'efforcent d'utiliser comme briseurs de grève des soldats du bataillon du chemin de fer, qui reliait à la Mandchourie. Mais les soldats rejoignirent la grève le 8 décembre 1905. Un comité des soldats est alors formé et l'enseigne Andreï Kouzmine (ru), qui avait rejoint le parti socialiste révolutionnaire, en devient le président. Les trois soviets agissent conjointement.
Le 8 décembre 1905 des représentants du soviet uni avec le soutien du comité des soldats occupent l'imprimerie du gouvernement et l'impression du journal L'ouvrier de Krasnoïarsk est lancée.
Le 9 décembre a lieu une manifestation armée, à la suite de laquelle le soviet uni prend le pouvoir dans la ville. Des résolutions sur la liberté de la presse et de réunion sont prises et rendues publiques, le chemin de fer et les entreprises placées sous contrôle, un tribunal populaire est créé, et une garde militaire, après avoir désarmé la police, organise le maintien de l'ordre dans la ville.
Toutefois Andreï Kouzmine intervient contre la prise de l'arsenal et la distribution d'armes aux ouvriers. Le soviet uni commence la préparation de l'élection d'une nouvelle assemblée municipale. 
En même temps, après avoir écrasé d'autres foyers du soulèvement, le gouvernement envoie à Krasnoyarsk des régiments punitifs. Entre 25 décembre et 27 décembre 1905, les troupes impériales occupent la ville et la patrouillent. Le 28 décembre la loi martiale est proclamée et le gouverneur donne l'ordre de désarmer le bataillon du chemin de fer. 
227 soldats et plus 500 ouvriers se barricadent dans l'atelier du chemin de fer. Après 8 jours de combat avec les troupes, face au manque croissant d'armes, de nourriture et d'eau, les assiégés se rendent le  3 janvier 1906.

### Suites
9 soldats furent condamnés à 8 années de bagne, plus de 160 ouvriers et soldats à l'emprisonnement et à l'envoi dans des compagnies disciplinaires. Andreï Kouzmine fuit de la ville et émigra à Paris. 
Les années suivantes, le commandant de la gendarmerie du gouvernement de l'Ienisseï indiquait qu'il pensait que les ouvriers révolutionnaires n'avaient pas été punis de la bonne façon : libérés sous caution, ils étaient revenus au travail, avaient obtenu des promotions et de meilleurs salaires, ce qui avait favorisé la popularité des idées révolutionnaires.

## Postérité
- En 1909, le cheminot Frolov, un des défenseurs de la république, après une dangereuse escalade jusqu'au sommet de Skoulfia, lui donna, du droit du premier à le fouler, le nom de Communard[4].